# Jo Grant
Jo Grant est un personnage joué par Katy Manning dans la série Doctor Who. Jeune opératrice pour UNIT, elle sera l'un des compagnons du 3e Docteur incarné par Jon Pertwee durant 3 saisons de janvier 1971 à juin 1973. Elle apparaît durant 15 serials sur une totalité de 77 épisodes.

## Le personnage dans l'univers de Doctor Who
Joséphine “Jo” Grant apparaît pour la première fois dans l'épisode de 1971, « Terror of the Autons. » Elle est engagée par UNIT afin de remplacer la précédente assistante du Docteur, le Dr. Liz Shaw repartie dans son université de Cambridge. Le Docteur se montre assez désappointé de voir que celle-ci est jeune, inexpérimentée, gaffeuse et qu'elle n'y connaît strictement rien à la science. Celle-ci a été engagée ici car son oncle a « tiré quelques ficelles » auprès du Brigadier Lethbridge-Stewart. Le Docteur n'a pas cœur à la renvoyer et il s'aperçoit assez vite que la jeune fille est douée en cryptologie, en crochetage et en explosifs. Convaincu par l'enthousiasme de la jeune fille, le Docteur décide de la garder.
Rapidement, Jo entame une camaraderie avec les autres agents d'UNIT comme le Sergent Benton (John Levene) ou envers le Capitaine Mike Yates (Richard Franklin) sur lequel elle semble porter une forme d'intérêt amoureux. Le Troisième Docteur se lie particulièrement à elle et devient au fur et à mesure des saisons plus protecteur avec elle. Elle voyage pour la première avec le TARDIS lorsque les Seigneurs du temps décident d'emmener le Docteur en mission. C'est ainsi qu'elle rencontrera plusieurs monstres de la série, comme les Daleks, les démons des mers les Ogrons ou les Drashigs. Faisant preuve de plus en plus d'indépendance, elle décide dans l'épisode « The Green Death » de se mettre au service du jeune docteur Clifford-Jones, qu'elle finira par épouser, abandonnant UNIT et le Docteur.
Son personnage revient de nombreuses fois dans les romans et épisodes audiophoniques dérivés de la série.
Jo Grant revient pour le supposé enterrement du Docteur dans « Death of the Doctor » un épisode de la série dérivée de Docteur Who The Sarah Jane Adventures. Dans cet épisode, elle fait la connaissance de celle qui fut sa remplaçante Sarah Jane Smith ainsi que du onzième Docteur (joué par Matt Smith. On y apprend que Jo a continué à voyager à travers le monde avec le professeur Clifford Jones et qu'elle a eu de nombreux enfants et petit enfants. Elle vient d'ailleurs à l'enterrement avec l'un d'entre eux, Santiago. Après les avoir aidés à conjurer un conspiration consistant à voler le TARDIS, elle repart avec son petit-fils dans de nouvelles expéditions.
Dans l'épisode Le Pouvoir du Docteur, elle apparaît aux côtés d'anciens compagnons tels que Ian Chesterton, Mel Bush, Graham O'Brien, Yasmin Khan, Dan Lewis, Ace, Tegan Jovanka et Kate Stewart. Elle fait partie du comité des anciens compagnons du Docteur.
Lors de l'épisode The Three Doctors de Tales of the TARDIS (2023), Jo Jones et Clyde Langer se retrouvent alors qu'elle se souvient du moment où les Time Lords ont convoqué trois docteurs pour combattre un redoutable adversaire du passé de Gallifrey.

## Développement du personnage

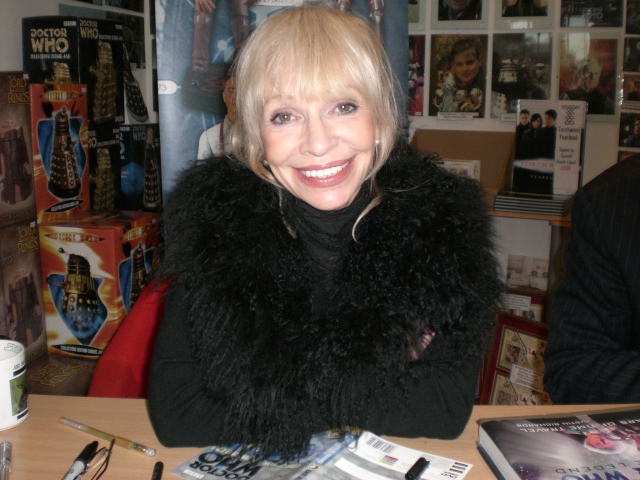
Katy Manning, l'actrice « parfaite » pour le rôle selon Jon Pertwee.

Le personnage est une création du producteur Barry Letts et du script-editor (responsable des scénarios) Terrance Dicks. En arrivant en 1970 sur une saison 7 déjà entamée, Letts décidera de planifier un peu mieux la série. Si la précédente assistante du Docteur, Liz Shaw se voulait l'équivalent scientifique de celui-ci, Letts estima qu'il aurait fallu un personnage plus neuf, plus naïf, qui puisse poser les questions que le téléspectateur se pose au Docteur. Il souhaitait aussi un personnage plus « exotique », plus sexy, qui puisse donner au Docteur une figure paternelle. S'inspirant des duos de compagnons garçon-fille avec une possible intrigue amoureuse, comme Jamie McCrimmon et Victoria Waterfield, ils créent un jeune subordonné au Brigadier Lethbridge-Stewart, le Capitaine Mike Yates. En 1998 pour le magazine SFX, elle avouera que « entre Jon et Moi, il n'y avait pas vraiment besoin d'ajouter d'intrigue amoureuse dans la série, car la proximité entre Jo et le Docteur était là et qu'il n'y avait aucun intérêt pour que cela aille plus loin. »
Letts et Dicks voulait que Jo Grant s'éloigne du stéréotype de la « jolie poupée... qui ne fait rien à part crier. » Ils repéreront une jeune actrice, Katy Manning dont la personnalité les avait intéressé lors des auditions pour le personnage. (Ils avaient aussi auditionnés Yutte Stensgaard, Shakira Baksh, Jenny McCracken, Rula Lenska, Anouska Hempel Cheryl Hall et Gabrielle Drake.) Selon les commentaires de Barry Letts sur le DVD de « Terror of the Autons » Jon Pertwee avait lui aussi repéré l'actrice dans le hall du centre de la BBC et avait suggéré que c'était « l'actrice parfaite » pour ce rôle, sans savoir qu'elle avait déjà été retenue pour le rôle. Jenny McCracken et Cheryl Hall expliqueront dans les commentaires DVD de « Carnival of Monsters » qu'en compensation pour ne pas avoir été retenu dans le rôle, Barry Letts les fera jouer un rôle secondaire dans un épisode de la série.
Comme les compagnons précédents du Docteur, Jo Grant reflète son époque par ses habits et son attitude. Tout comme le personnage du Docteur joué par Jon Pertwee, Jo Grant était un personnage « d'action » et Katy effectuait elle-même ses cascades (sa petite taille faisait en sorte qu'elle puisse mal être doublée par un cascadeur professionnel.), Katy Manning estimait que son personnage offrait un bon contraste avec le côté intellectuel du Docteur, elle pouvait prendre en charge la situation à un moment donné avant de devenir irrationnel dans un autre, ce qui rendait la chose « excitante pour tout le monde ». Selon l'actrice, elle n'était « pas académique mais loyale » et pouvait « traverser l'enfer pour quiconque du groupe de UNIT ». Piers D. Britton, un spécialiste de la série, trouve que le personnage était subordonné au Docteur et le personnage que finira par épouser Jo, Clifford Jones, dans The Green Death est une version « plus jeune du Docteur » ce qui en fait un remplacement « approprié ».
En avril 2010, la production de la série dérivée de Doctor Who, The Sarah Jane Adventures annonce à la presse que le personnage sera de retour lors d'un épisode de la 4e saison au côté de Matt Smith (le 11e Docteur). Elisabeth Sladen, qui joue le rôle de Sarah Jane Smith dira que « c'était un plaisir que de bosser avec Katy Manning » qu'elle connaissait depuis longtemps. Surprise mais très heureuse d'apparaître dans la série dérivée de la série, Katy Manning dira qu'elle n'avait jamais « vraiment pensé » qu'elle reprendrait à nouveau son personnage.
Un peu plus tard, le producteur et créateur de la série, Russell T Davies dira dans Doctor Who Magazine qu'elle effectuera plus qu'une brève apparition. Il souhaitait être le plus proche possible du personnage original de Jo. Dans une interview pour le magazine SFX il expliquera avoir « pour la toute première fois » regardé des vieux épisodes de la série dans le but de créer un épisode autour de cela. Il voulait « préserver la beauté que Barry Letts et Terrance Dicks ont fait » lorsqu'ils ont décidé du dernier épisode mettant en scène Jo, « The Green Death ». Katy Manning s'était dite surprise qu'on la rappelle mais estime que Davies a effectué « un très bon travail en montrant comment Jo a évolué au fil des années. » Elle trouve que Jo reste toujours l' « étonnante jeune fille » qu'elle était auparavant mais « tempérée par les expériences et la maturité. »

## Personnage dans d'autres médias
Jo fait sa première apparition en bande dessinée dans le recueil Doctor Who Annual 1974 quelques mois après son départ de la série.

## Impact critique du personnage
En 2005, dans son livre Inside the Tardis: The Worlds of Doctor Who, James Chapman décrit Jo comme une inversion du cliché de la « bimbo hurleuse » et estime que « la personnalité engageante et son drôle de sex appeal en a fait un des compagnons du Docteur les plus populaires. » Le personnage est renommé pour son sex appeal, en particulier à cause des photos de nues pour le magazine Girl Illustrated que fera Katy Manning au côté d'une armure de Dalek. Lester Haines du site The Register fera la lien avec la séance de photo de 2007 de Kylie Minogue pour promouvoir le personnage d'Astrid Peth. Le tabloïd Daily Star dira même que Jo Grant est le compagnon « le plus effronté du passé. »
Lors d'un sondage en ligne sur le site du magazine Radio Times en 2010, Jo fut élu par 3000 personnages comme le 9e compagnon le plus populaire sur 48 personnages Gavin Fuller du Daily Telegraph mettra Jo comme le 8e meilleur compagnon de l'histoire de Doctor Who, la décrivant comme une « parfaite combattante » qui est « insensément loyale ». Il estime qu'elle et le troisième Docteur formait le couple le plus chaleureux de la série originale, notamment dans leur dernière scène. En 2011 Mark Harrison du site Den of Geek citera le départ du personnage en troisièmedans sa liste des meilleurs départ de personnage de la série, estimant qu'il s'agit du « moment le plus émouvant de l'ère Jon Pertwee » et une « douce sortie pour l'un des compagnons les plus populaires. » Will Salmon du magazine SFX listera le départ de Jo en 4e des meilleurs départ de la série montrant le Docteur « vraiment contrarié » pour la première fois depuis le départ de Susan. Russell T Davies estimera que le départ de Jo définit bien ce qu'était la série classique de Docteur Who, qui est « mémorable pour les fans juste à cause des petits moments d'émotions à l'intérieur d'un vaste tout. »
Fraser McAlpine, décrira le personnage de Jo pour BBC America comme le « mélange de la beauté innocente » dont le départ illustre la solitude intérieure du Docteur. Si Christopher Bahn du site The A.V. Club, estimera que Jo Grant est l'un de ses personnages favori pour son charme, il estimera notamment qu'elle constituait un pas en arrière par rapport à Liz Shaw, dans l'idée d'un rapport d'égalité avec le Docteur. Ian Berriman du magazine SFX trouve que le retour de Jo dans The Sarah Jane Adventures « est assez réussi notamment par la façon dont Davies a réussi à retrouver le personnage tel qu'il était lors de sa sortie - Bizarre, bavard et naturel ».